# Câine de mare
Câinele de mare (Squalus acanthias) este o specie de rechin din ordinul Squaliformes, familia Squalidae, cunoscut și sub numele de „peștele cu pinteni”.

## Habitat
Câinele de mare poate fi întâlnit în apele puțin adânci din Marea Neagră, Marea Mediterană, Marea Baltică, Marea Nordului și apele reci din Atlantic și Pacific. În Marea Neagră, se află una dintre cele mai mari populații de rechini din acest gen. Spre deosebire de rechinii oceanici, este total inofensiv pentru om.  Din familia Squalidae, în Marea Neagră este prezentă și specia Squalus blainville.
Traiește mai mult izolat la adâncimi de 50-90 metri, în intervalul martie-iunie și octombrie-noiembrie, uneori până la 100 m, foarte rar apropiindu-se de litoral la adâncimi mai mici de 10 m. Se hrănește cu scrumbii, aterine, hamsii, guvizi, stavrizi, crabi și creveți. 

## Descriere
Câinele de mare are o talie mică. La maturitate masculii ajung la 1-1,5 m, femelele până la 1,7 m, iar greutatea  între 6-14 kg. 

Pielea este acoperită cu solzi mărunți, placoizi. Ambele înotătoare dorsale sunt precedate de câte un țep, de unde-i provine și numele de peștele cu pinteni. 

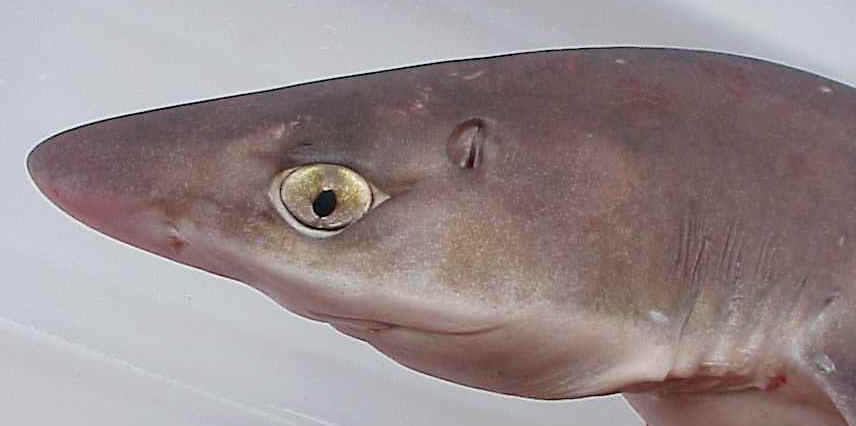
Cap de câine de mare

Are capul plat, gura este așezată ventral sub bot. Dinții sunt ascuțiți, așezați pe 6 rânduri, cu vârfurile îndoite de la mijloc în direcția colțurilor gurii. Ochii sunt foarte mari, de formă ovală, fără membran.
În colorația corpului predomină nuanța cenușiu-albăstruie, cenușiu închis pe partea dorsală  și părțile laterale, pe burtă alb-gălbuie. Este un înotător foarte bun datorită formei hidrodinamice deosebite a corpului.
Fiind adaptați vieții în ape reci, câinii de mare nu au un metabolism intens și au un ritm de creștere foarte lent. Vârsta medie este de 35-40 de ani, dar sunt și exemplare care trăiesc până la 50-75 de ani. Masculii ating maturitatea sexuală la vârsta de 10-11 ani și femelele la 18-21 de ani.
Este o specie ovovipară, perioada de împerechere fiind în ianuarie-martie. După o  perioadă de gestație de 22-24 luni, nasc între 2 și 11 pui, măsurând 25-30 cm. 
Creșterea lentă, maturitatea sexuală târzie și faptul că femelele produc un număr mic de pui  pe an, fac ca populațiile de câine de mare să se refacă foarte greu.  Letea Sorina, 20 iunie 2012

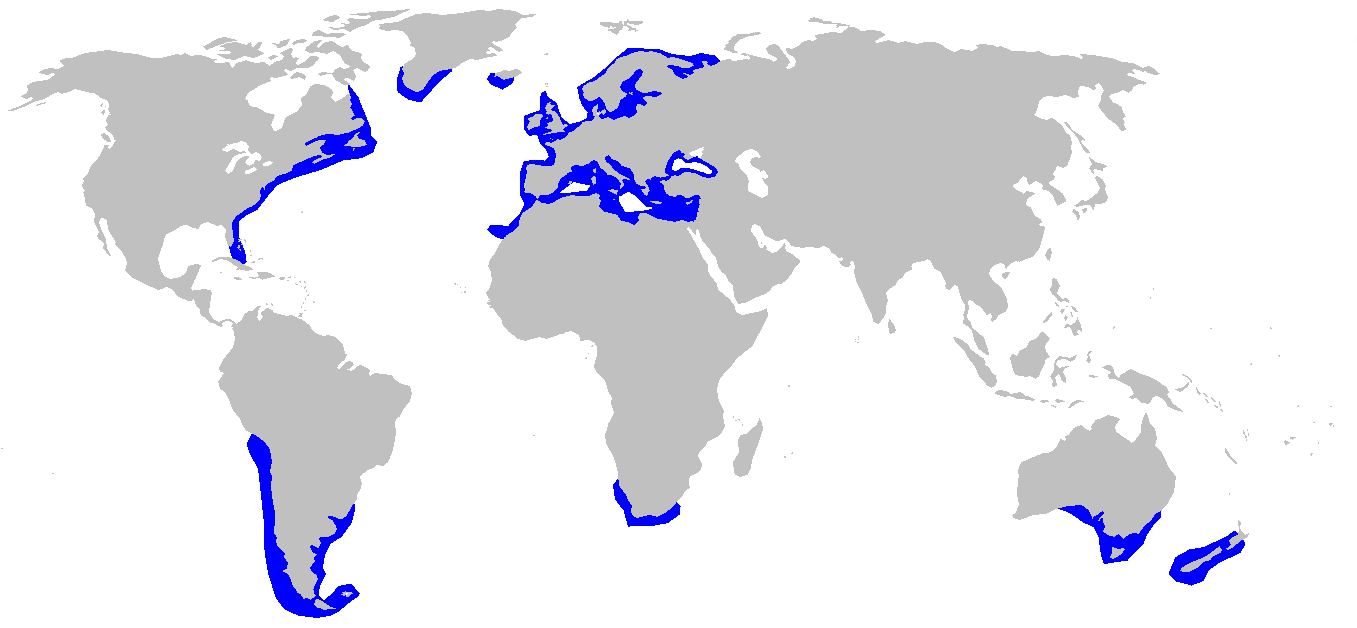
Distribuția Squalus acanthias (în albastru)

## Pescuit și consum
Carnea câinelui de mare este comestibilă, bună la gust și lipsită de grăsimi. Poate fi consumată în stare proaspătă, congelată, afumată (batog), semiconserve și conserve. 
Din ficat (cca. 13,2% din greutatea corpului) se extrage un ulei (untura de pește), foarte bogat în vitamina A. Pielea poate fi utilizată în șlefuirea metalelor sau tăbăcită la confecționare diferitelor obiecte de marochinarie. 
Anual se pescuiesc în apele marine aproape 15 000 tone. În Marea Neagră, capturile raportate de câine de mare au scăzut în ultimii 20 de ani, cu peste 70%. 